# 12324 Van Rompaey
12324 Van Rompaey (1992 RS3) là một tiểu hành tinh vành đai chính được phát hiện ngày 2 tháng 9 năm 1992 bởi E. W. Elst ở Đài thiên văn Nam Âu.